# Heinkel He 111
Le Heinkel He 111 est un avion allemand de la Seconde Guerre mondiale construit par la société Ernst Heinkel Flugzeugwerke à Rostock, et qui vit le jour à l'époque de la renaissance clandestine de la Luftwaffe. C'est un bimoteur développé comme bombardier, mais aussi comme avion de ligne pouvant transporter dans cette version dix passagers en plus des quatre hommes d'équipage. L'expérience acquise avec le Heinkel He 70 fut déterminante pour le développement du He 111.
En vertu du traité de Versailles, l’Allemagne n’avait pas le droit à cette époque de concevoir des appareils militaires. Il fit donc sa première apparition en tant qu’avion de ligne civil, doté alors d’un fuselage dont l'avant est de configuration classique, bientôt remplacé par un nez abondamment vitré où prend place la majeure partie de l’équipage. Durant l’année 1937 plusieurs de ces He 111, sous les couleurs civiles de la Lufthansa, effectuent des survols de reconnaissance photographique au-dessus de la Grande-Bretagne, de la France et de l’URSS. Au cours de cette même année, la Luftwaffe est équipée de Heinkel He 111 B-1.
L'élégance relative du He 111 provient incontestablement de l'imposante verrière de nez et de ses ailes et sa dérive elliptiques.

## Conception
Dès 1932, le ministère allemand des Transports (Reichsverkehrsministerium) demande de développer un avion de ligne pouvant aussi servir de bombardier. Le développement de la version bombardier (encore tenu secret) est prioritaire. Le 17 novembre 1934, le He 111 V1 (Numéro d'usine 713, première version militaire) décolle pour son premier vol. En mai 1935 suit le He 111 V2 (Numéro d'usine 715) en tant que premier prototype civil. Durant les essais, différentes modifications sont effectuées, comme l'intégration de moteurs plus puissants pour obtenir une vitesse maximale plus grande demandée par la Luftwaffe.

## Engagements

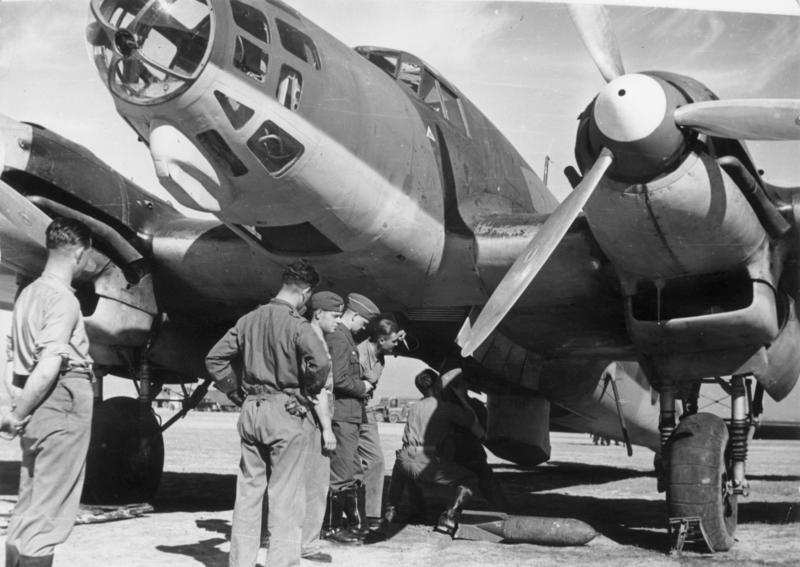
He 111E de la Légion Condor. Cette version est encore dotée d'un poste de pilotage en échelon.

La Luftwaffe reçoit ses premiers He 111 B à la fin de l'automne 1936. À partir de mars 1937, 30 exemplaires de ce type sont engagés au combat dans la Légion Condor.
Au cours de la Seconde Guerre mondiale le He 111 est employé sur tous les fronts comme bombardier moyen, mais également selon les versions comme avion de transport, avion-torpilleur, remorqueur de planeur. 
Il est le légendaire bombardier du Blitz (même s'il partage ce rôle avec les Dornier Do 17 et Junkers Ju 88, moins nombreux), mais connaît à ce moment des pertes sensibles lorsqu'il est confronté lors d'opérations diurnes aux Hawker Hurricane ou Supermarine Spitfire.
Il continue à être utilisé ensuite, jusqu'à la fin de la guerre, et remplit convenablement ses missions lorsqu'il est engagé dans de bonnes conditions, surtout sur le Front de l'Est où l'espace opérationnel très étendu permettait des attaques surprises et rapides. Cependant, à défaut de pouvoir lui adjoindre lors de ses sorties des chasseurs pour assurer sa défense, il devint partout préférable de l'utiliser lors d'opérations nocturnes (ce qui complique la visée des cibles, et ne le met pas à l'abri des chasseurs de nuit alliés équipés de radars, tel le  Mosquito NF Mk XII). Il semble que certaines unités de bombardiers se soient tout ou partie spécialisées dans les opérations de nuit, telle la Kampfgeschwader 40.   
À l'automne 1944 sa production est stoppée après la fabrication de 6 508 exemplaires, dont douze destinés à l'exploitation civile.
C'est à bord d'un He 111 (d'après certaines sources l'avion personnel d'Albert Speer) que Léon Degrelle se rendit en Espagne tout à la fin de la guerre.
Trente He 111 F-1 et cinq He 111 G-5 furent livrés à la Turquie, et en Espagne la société CASA en produisit sous le nom de CASA 2.111 jusque bien après la Seconde Guerre mondiale, avant leur retrait définitif en janvier 1975 dans ce pays. La caractéristique de cette production espagnole est l'utilisation de Rolls-Royce Merlin britanniques plus fiables et plus performants que les moteurs allemands. On peut voir quelques-uns de ces avions dans les films La Bataille d'Angleterre (1969); Patton (1970); et dans d’autres films de guerre des années 1960 et 1970...
Un He 111 espagnol est exposé au Musée de l'Air et de l'Espace du  Bourget.

## Variantes

### Prototypes
- He 111 V1 : le premier He 111, équipé de moteurs BMW VI 6,0 Z de 600 ch et d'hélices bipales.
- He 111 V2 : avion destiné au transport de passagers et de colis postaux qui pouvait transporter 10 personnes. Cet appareil avait une envergure plus petite.
- He 111 V3 : la première version destinée exclusivement au bombardement. Cet appareil avait également une envergure plus petite.
- He 111 V4 : un prototype civil à partir duquel furent développés six avions du type He 111 C construits en série et utilisés par la Lufthansa. Il fut présenté officiellement le 10 janvier 1936.
- He 111 V5 : dernier prototype, équipé avec les moteurs plus puissants Daimler-Benz DB 600A. Grâce à ses caractéristiques améliorées, cette version formait la base de départ pour la première grande série de bombardiers He 111 B. Le premier vol eut lieu début 1936.

### Modèles de série
- He 111 A-0 : présérie. Les 10 exemplaires de la présérie "A-0" se montrèrent décevants quant à leur comportement en vol, lié aux moteurs trop faibles. Ces exemplaires furent cédés à la Chine.
- He 111 B : Heinkel équipa le He 111 avec des moteurs plus puissants de 1 000 ch chacun et nomma cette variante He 111 B (vitesse maximale : 417 km/h). La Luftwaffe utilisa cet appareil à partir de début 1937 sous la dénomination He 111 B-1 avec des moteurs DB 600 C. Le modèle B-2 avait de meilleurs moteurs DB 600 CG et un meilleur armement auxiliaire. À partir de mars 1937, 30 exemplaires de ce type furent testés dans des conditions réelles au sein de la Légion Condor.
- He 111 C : six exemplaires de ce type furent construits pour la Lufthansa.
- He 111 D : une version plus puissante avec des moteurs DB 600 Ga de 1 050 ch, {vitesse maximale : 460 km/h) mais qui ne fut pas construit longtemps car Daimler-Benz était déjà complètement saturé avec la fabrication de moteurs pour les Messerschmitt Bf 109.
- He 111 E : la série "E" atteignait 498 km/h (radiateurs améliorés).
- He 111 F : de la série "F", 30 exemplaires furent vendus à la Turquie. Dans cette version le bord d'attaque des ailes et la motorisation furent modifiés. Toutes ces variantes étaient encore très semblables à la série "A". La mauvaise visibilité de l'équipage fut critiquée, ce qui a conduit au développement du He 111 P.

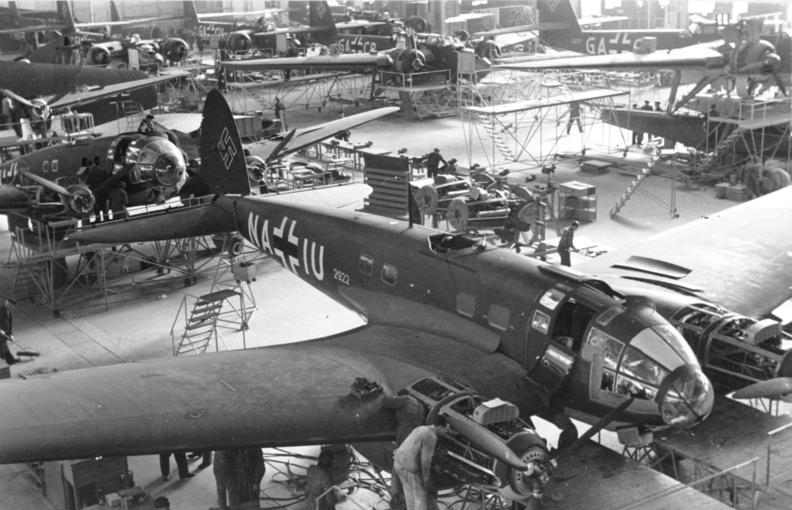
Construction du He 111 P-4 (NA+IU, Werksnummer 2922) en 1939.

- He 111 P : la série "P" était une version de transition en attendant la version "H" dotée de moteurs différents. Cette version avait une nacelle ventrale, un nez asymétrique entièrement vitré et des moteurs Daimler-Benz DB 601 de 1 100 ch chacun. Les avions de ce type furent livrés à la Luftwaffe où ils remplacèrent les appareils du type "B" et "C". Lors de l'attaque de la Pologne tous les types à partir de la série "D" furent employés. La version He 111 P-3 était une version d'entraînement avec des commandes dédoublées.
- He 111 H : La série "H" était identique à la série "P", mis à part les moteurs, des Junkers Jumo 211F. L'expérience avait en effet montré que les bombardiers étaient trop lents et trop faiblement armés pour se défendre contre les chasseurs alliés, entraînant des pertes élevées. Cette version restant tout de même vulnérable, les missions furent alors déplacées durant la nuit et l'armement défensif fut renforcé. Les moteurs aussi furent constamment améliorés, tout en restant des moteurs de la famille Jumo 211 (H-2, H-3, H-4, H-5). La version "H-6" n'avait pas de compartiment intérieur pour les bombes. Des torpilles ou des bombes pouvaient être fixées sur des supports qui se trouvaient sous les ailes et le fuselage tandis que l'armement frontal fut renforcé (canon MG FF de 20 mm à la place de la mitrailleuse MG 15 de 7,92 mm). D'autres variantes des types "H-8" jusqu'à "H-23" furent fabriqués jusqu'en 1944 pour des rôles divers et variés. À partir du "H-20", le poste de défense supérieur a été remplacé par une tourelle rotative motorisée.

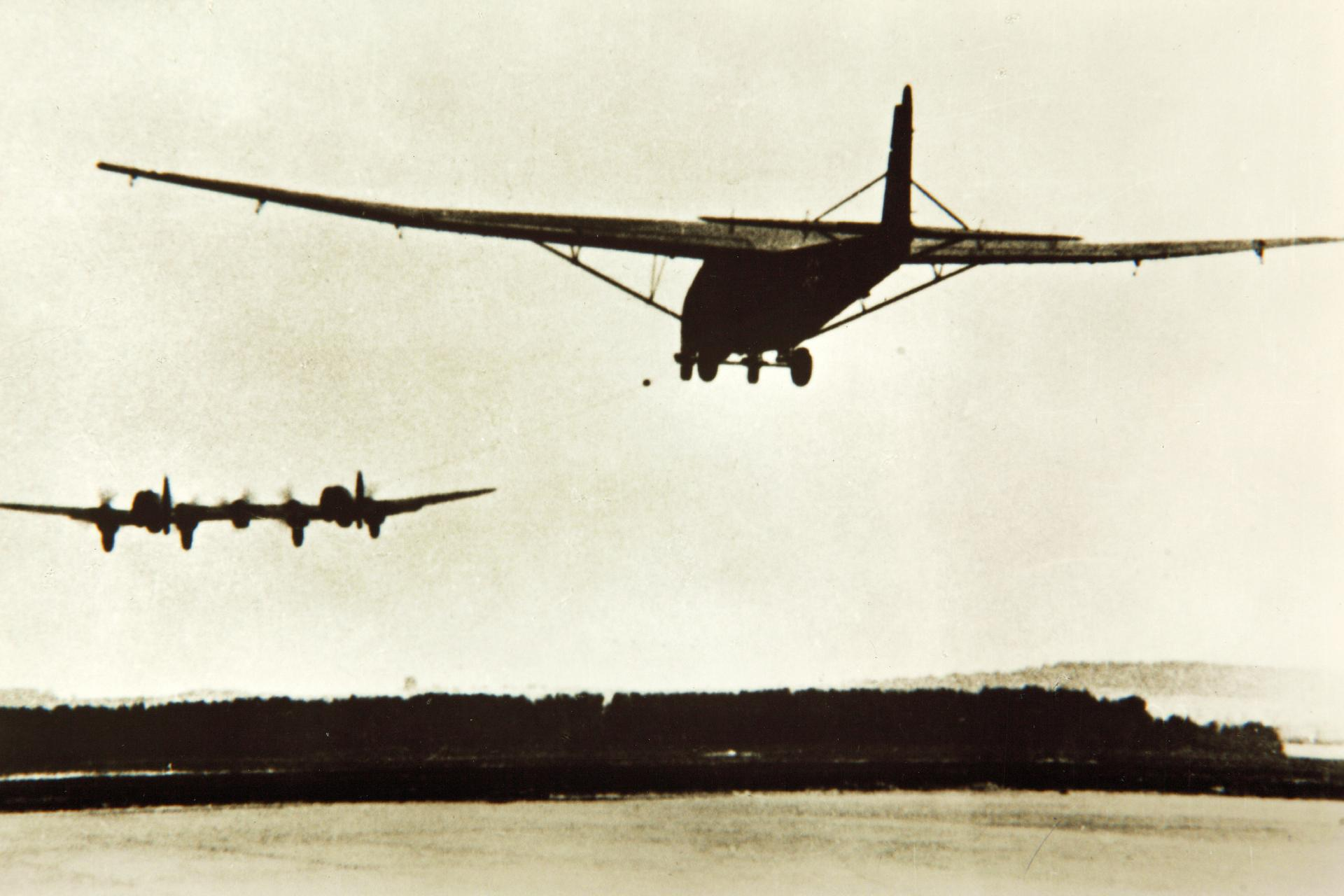
Un Heinkel He 111Z tractant un planeur Me 321.

- He 111 Z (Zwilling, jumeau) : ce type est particulièrement remarquable. Cet avion était en effet constitué de 2 fuselages reliés entre eux par une aile centrale. Au centre de celle-ci, un cinquième moteur fut rajouté. À partir de 1942 une petite quantité de ces appareils, destinés au remorquage du planeur géant Messerschmitt Me 321 fut construite, à défaut d'autres appareils puissants. Précédemment, ce type de planeurs était remorqué par 3 Messerschmitt Bf 110 distincts (dispositif Troïka Schlepp), ce qui nécessitait un pilotage synchronisé fort dangereux des trois remorqueurs.

## Bibliographie

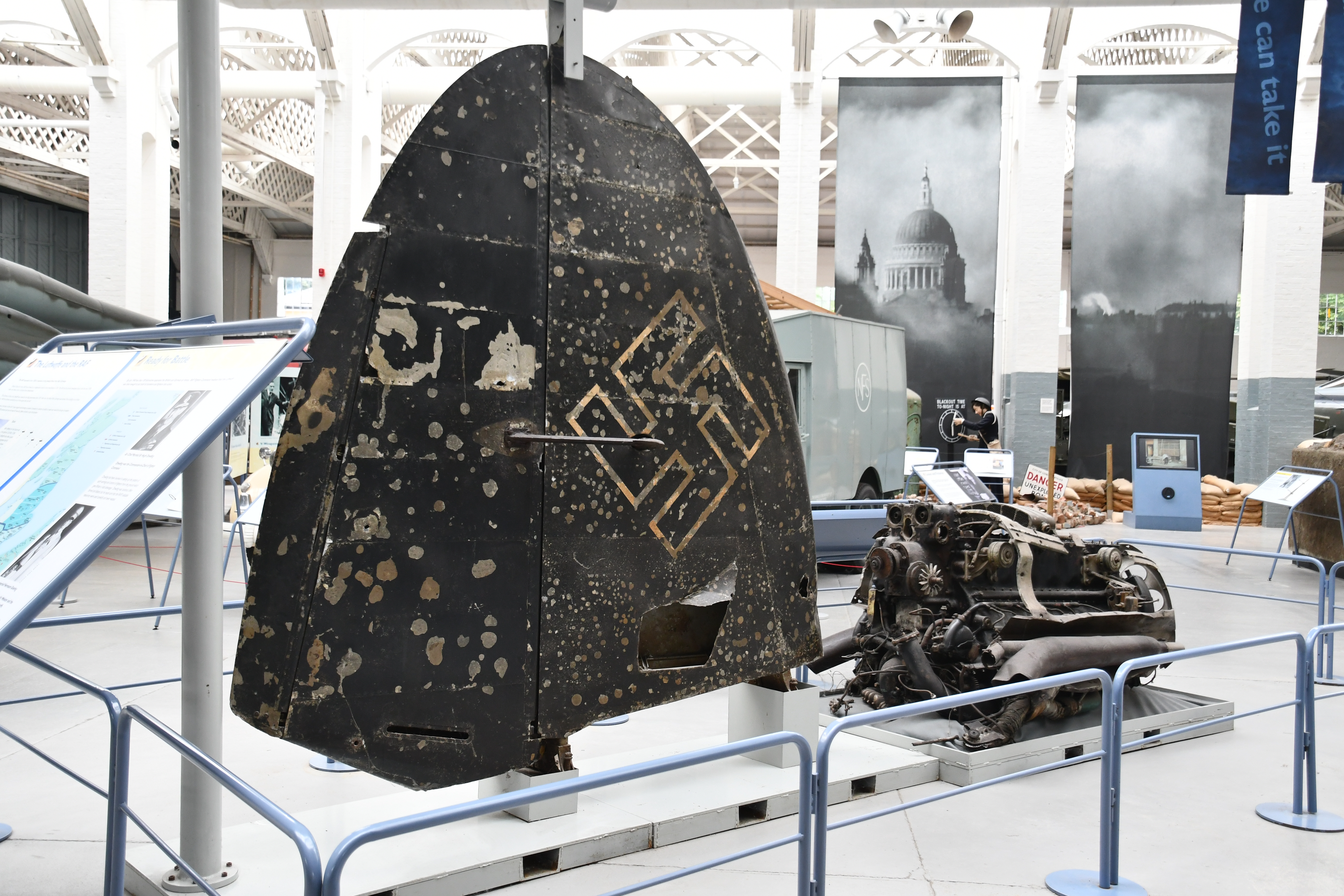
La dure vie d'un He 111 au-dessus de l'Angleterre - IWM Duxford.

## Culture populaire
- Dans le jeu vidéo de stratégie Empire Earth : durant l'ère atomique - Seconde Guerre mondiale (époque 11), il est possible de produire des bombardiers Heinkel dans les aéroports. Il est l'amélioration du bombardier Gotha et peut être amélioré en bombardier B-17 durant la même époque.

- Le Heinkel He-111 apparaît sur la pochette de l'album Bomber de Motörhead avec les membres du groupe à l'intérieur.
- Le Heinkel He-111 apparaît aussi dans le film Indiana Jones et le Cadran de la destinée. Il est utilisé pour emprunter la brèche temporelle par les nazis qui finissent par se retrouver dans le siège de Syracuse en -213.
- Dans le jeu vidéo War Thunder on retrouve les versions He-111 H-3, He-111 H-6 et He-111 H-16.